# Ferdinand Meyer (Politiker)
Ferdinand Meyer (auch: Meier) (* 7. März 1799 in Zürich; † 11. Mai 1840 ebenda) war ein Schweizer Politiker und Historiker.

## Leben

### Familie
Ferdinand Meyer wurde als vierter Sohn des Johann Jakob Meyer (1763–1819), Oberamtmann und Oberst, und dessen Ehefrau Susana († 1800), einer Tochter des Kaufmanns Jakob Christoph Meyer, geboren.
Seine Geschwister waren:
- Heinrich Meyer-Hess (1789–1825), Staatsanwalt und Mitglied des Großen Rats;
- Friedrich Meyer-Schulthess (1792–1870), Offizier der französischen Schweizergarde und Kunstmaler;
- Wilhelm Meyer-Ott (1797–1877), Stadtrat und Militärschriftsteller.

Ferdinand Meyer war seit 1824 verheiratet mit Elisabeth Franziska Charlotte (Betsy) „Elise“ (* 10. Juni 1802 in Zürich; † 27. September 1856 in Préfargier bei Marin-Epagnier), einer Tochter des Oberrichters und Großrats Johann Ulrich-Zeller (1761–1828). Gemeinsam hatten sie zwei Kinder:
- Conrad Ferdinand Meyer (1825–1898);
- Elisabeth Cleophea Meyer (1831–1912).

### Werdegang
Ferdinand Meyer besuchte das Gymnasium und studierte Geschichte und Staatswissenschaften am Politischen Institut in Zürich, das 1807 geschaffen worden war, um Juristen und Politiker auszubilden.
1818 wurde er der Sekretär seines Vaters, der als Oberamtmann das Amtsgericht in Grüningen im dortigen Schloss leitete, aber bereits 1819 verstarb. Nach dem Tod seines Vaters wurde er Aspirant für das eidgenössische Geniekorps in der Militärschule in Thun. Dort erstellte er zu seinen gesammelten Heften über Feldbefestigungen weitere Zeichnungen.
Ostern 1820 bezog er die Universität Berlin, um dort Geschichte und Staatswissenschaften zu studieren; er belegte u. a. die Vorlesungen von Friedrich Carl von Savigny und hospitierte bei Friedrich Schleiermacher. 1821 studierte er während des Sommersemesters neben seinen klassischen Studien bei Karl Friedrich Eichhorn zusätzlich im Verwaltungsfach und in allgemein-wissenschaftlicher Ausbildung an der Universität Göttingen. Bei den Staatswissenschaften beschränkte er sich auf historische und wissenschaftliche Themen. 1821 kehrte er in die Schweiz zurück.
Im Frühjahr 1822 begann seine praktische Laufbahn im öffentlichen Dienst als Sekretär der Justizkommission. Gleichzeitig wurden ihm die Lehrfächer der Staatswirtschaft und der Statistik am Politischen Institut übertragen. Im Frühjahr 1826 wurde er von der Regierung zum dritten Staatsschreiber bestimmt.
1830 wurde er Regierungsrat und war maßgeblich am Entwurf der neuen Verfassung beteiligt, die 1831 in Kraft trat. 1832 trat er aus dem Regierungsrat aus, weil sich ein Teil der Liberalen, die „Radikalen“, mit den Vertretern der Landschaft gegen die Vorherrschaft verbündeten. Ferdinand Meyer stand aber weiterhin für die Gestaltung von Gesetzentwürfen zur Verfügung und behielt auch seine Stelle im Erziehungsrat, zu dessen Präsidenten er am 2. Oktober 1839 gewählt wurde. Als Erziehungsrat war er 1832 maßgeblich an der Errichtung der Universität in Zürich beteiligt. Auch im Großen Rat war er noch als Mitglied in mehreren Kommissionen tätig, und er war Mitglied im Kirchenrat und im Rat des Inneren.
Im Frühjahr 1833 übernahm er bei der Eröffnung der Kantonsschule die Lehrstelle für Geschichte und Geografie am unteren Gymnasium. In diesem Amt blieb er bis 1839.

## Ehrungen
- Aufgrund seines Werkes über die evangelische Gemeinde in Locarno wurde er 1836 von der Universität Zürich durch Verleihung des Doktortitels honoris causa geehrt.
- Er war Ehrenmitglied in der Schweizerischen Gemeinnützigen Gesellschaft.[8]

## Schriften (Auswahl)
- Die grosse Feuersbrunst von Bern, 1405. Zürich 1830.
- Biographie von Johann Gottfried Ebel, M.D. 1764-1830. Zürich 1833.
- Die evangelische Gemeinde in Locarno, ihre Auswanderung nach Zürich und ihre weiteren Schicksale. Höhr, Zürich 1836.
- Die Pest in der Schweiz in den Jahren 1564 bis 1566. Zürich.
- Zur Erinnerung an Herrn Regierungsrath Ferdinand Meier.